# Молюцела колюча
Молюцела колюча (Moluccella spinosa) — вид роду рослин молюцела родини глухокропивові (Lamiaceae).

## Поширення
Ареал виду — східне Середземномор'я.
- Африка
  - Північна Африка: Алжир; Туніс
- Азія
  - Західна Азія: Кіпр; Ізраїль; Йорданія; Ліван; Сирія; Туреччина
- Європа
  - Південно-Східна Європа: Греція; Італія
  - Південно-Західна Європа: Іспанія

## Ботанічний опис
Багаторічна рослина заввишки 60-100 см, вирощують як однорічну.
Стебла прямостоячі, прості, рідше слабо гіллясті, чотирикутні, м'ясисті, голі, світло-зелені.
Лиски до 6 см довжини, яйцеподібні або широкояйцеподібні, біля основи серцеподібні, загострені або тупуваті, по краю глибоко зубчато-пилчасті або надрізано-лопатеві, з обох сторін голі, зелені, черешкові.
Квітки у небагатоквіткових, трохи розставлених один від одного помилкових волотях, що формують довгі колосоподібні верхівкові суцвіття. Чашечка дуже велика, до 2,5 см довжини, двогуба, верхня губа прямостояча, з великим шипом на верхівці, нижня губа з сімома, рідше з вісьмома-десятьма шипами, перетинкова, зелена, сітчаста. Віночок невеликий, двогубий, білий, опушений.
Цвіте у серпні-вересні.